# Dianpisaura
Dianpisaura is een geslacht van spinnen uit de  familie van de kraamwebspinnen (Pisauridae).

## Soorten
- Dianpisaura lizhii (Zhang, 2000)
- Dianpisaura songi (Zhang, 2000)